# Angus Buchanan
Angus Buchanan (Inveraray, 15 janvier 1847 - 21 février 1927) est un joueur international écossais de rugby et de cricket.
Il fait partie de l'équipe d'Écosse de rugby qui affronte l'Angleterre dans ce qui constitue le tout premier match international de rugby de l'histoire, en 1871. Il devient à cette occasion le tout premier marqueur d'essai dans un match international, mais ne rejouera plus pour son pays.

## Carrière en rugby

### Carrière amateur
Angus Buchanan a joué simultanément pour la Royal HSFP et pour l'Edinburgh University RFC, étant étudiant de l'université d'Édimbourg.
Il a aussi joué pour la province écossaise d'Edinburgh District (en).

### Carrière internationale

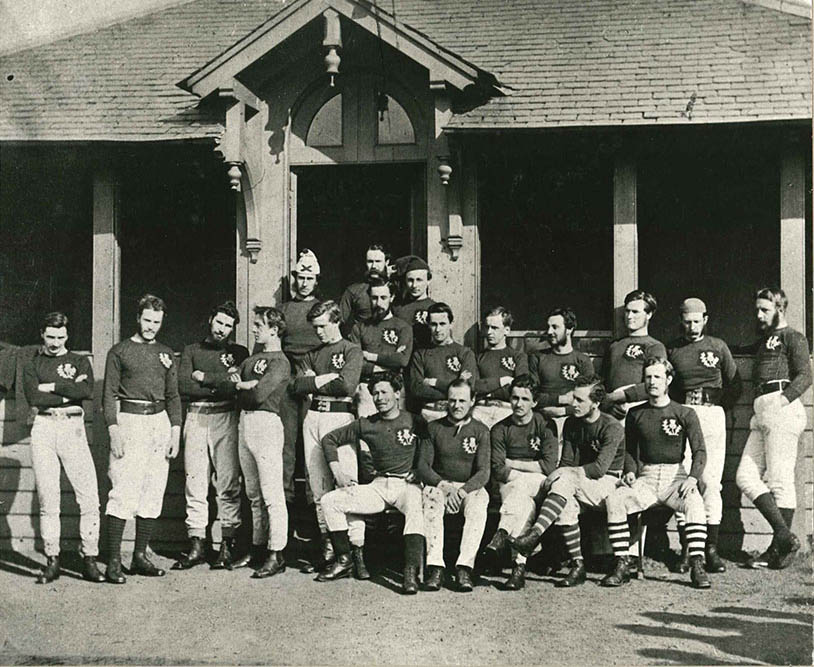
La première équipe nationale de rugby d'Écosse, lors du match de mars 1871 contre l'Angleterre à Édimbourg.

Angus Buchanan a joué dans la toute première équipe d'Écosse de rugby lors du tout premier match international de rugby de l'histoire. Après une tentative d'essai jugée ratée de George Ritchie, Buchanan devient le premier marqueur d'essai en rugby international : l'Écosse a poussé une mêlée au-delà de la ligne d'essai anglaise, et Buchanan est tombé sur le ballon pour aplatir. Cet essai est transformé par William Cross — qui devient le premier à marquer un point en match international (les essais ne rapportant aucun point à cette époque). L'Écosse marque un deuxième essai par John Arthur, non transformé, et malgré un essai des Anglais, qui n'est pas non plus transformé, l'Écosse remporte ce premier match international sur le score final est de 1 à 0,.
Selon des documents confirmés, Buchanan a été le premier joueur international écossais à naître, en janvier 1847, et avait vingt-quatre ans et deux mois lorsqu'il a été sélectionné. C'est le seul match qu'il ait joué pour l'Écosse.

### Carrière d'arbitre et de dirigeant
Angus Buchanan est ensuite devenu un arbitre international, officiant notamment lors du match opposant l'Écosse à l'Irlande le 14 février 1880.
En 1879, il devient le 7e président de la Fédération écossaise de rugby.

## Carrière en criquet
Angus Buchanan a aussi joué pour l'équipe d'Écosse de cricket.

## Postérité
Dans la fiction, Buchanan fait partie du « monde des sorciers », l'univers de Harry Potter : il apparaît en effet dans un extrait écrit par J. K. Rowling pour le site Pottermore. Selon cet extrait, Angus Buchanan est né dans une famille de sorciers, mais il n'est pas magicien, c'est-à-dire un squib. Il est également censé avoir publié un livre « révolutionnaire » intitulé My Life as a Squib, qui met en lumière sa lutte pour survivre dans une communauté qui l'a renié et la façon dont il a trouvé un foyer dans le monde moldu.